# Abba Hilkiah
Abba Hilkiah (o Abba Hilkiahu; in ebraico אבא חלקיה ‎?, Abba Helkia) (Israele, I secolo – II secolo) è stato un rabbino ebreo antico, saggio Tanna della 2ª generazione (80 - 110 e.v.), nipote di Honi Hameaggel.
Il Talmud lo cita come eccezionalmente scrupoloso nel lavoro e nel comportamento.

## Biografia
Proprio come suo nonno, anche Abba Hilkiah aveva l'abilità di indurre la pioggia per mezzo di preghiere e altri mezzi supernaturali. Il Talmud narra che per questa ragione, durante un periodo di siccità, i saggi rabbini gli inviarono una delegazione di due discepoli, per chiedergli di pregare affinché arrivasse la pioggia. I discepoli lo trovarono che lavorava nei campi come manovale salariato e quindi Hilkiah non ebbe né il tempo né la cortesia di rispondere ai loro saluti fintanto che non ebbe completato il suo lavoro; solo allora si decise ad accompagnarli a casa sua, mentre i due discepoli osservavano in lui una strana maniera di comportarsi. Abba Hilkiah, che già aveva capito il motivo della visita, nella sua umile natura tralasciò di ascoltare le loro suppliche e subito si diresse con la moglie verso l'attico di casa, dove recitarono una preghiera di invocazione affinché arrivasse la pioggia: l'invocazione fu immediatamente esaudita dal Cielo. Nuvole cariche di pioggia cominciarono ad apparire dalla direzione che sua moglie stava invocando, e un acquazzone iniziò a cadere. Abba Hilkiah allora ritornò dai visitatori e, pretendendo di essere ingenuo, chiese loro cosa desiderassero. I discepoli non si fecero intrappolare e capirono che Hilkiah aveva già indotto la pioggia; gli chiesero allora il perché del suo strano comportamento mentre tornava a casa, e della ragione per cui la pioggia era venuta dalla parte invocata da sua moglie e non da quella di Abba Hilkiah. Il Tanna spiegò loro tutto ciò che avevano domandato, e che la ragione per cui l'invocazione di sua moglie era stata ascoltata per prima, era perché ella aiutava i bisognosi che bussavano alla porta dando loro del cibo cucinato, mentre egli dava loro solo denaro, cosicché loro poi avevano la briga di andarselo a comprare.